# ヴィタ型高速戦闘艇
ヴィタ型高速戦闘艇（英語: Vita-class fast attack boat）は、イギリスのヴォスパー・ソーニクロフト社が輸出用に開発した高速戦闘艇のシリーズ。エジプト、ケニア、オマーン、カタールに輸出されたほか、タイ海軍のカムロンシン級コルベットやアメリカ海軍のサイクロン級哨戒艇のベースにもなった。

## 概要
まず1977年9月4日、エジプトがヴォスパー・ソーニクロフト社に対し、4隻のミサイル艇を発注した。これは同社の試作艇である高速哨戒艇「テナシティー」をもとにした設計となっており、ラマダン級 (Ramadan-class missile boat) として就役した。
続いて1980年より、オマーンが改ラマダン級（ドーファー級; プロヴィンス型とも）の建造を発注し、計4隻が建造された。1984年9月には、ケニアも準同型艦2隻（ニャヨ級）を発注し、これは1987年・88年に進水した。1992年には、これらの艇の派生型として、カタールがバルザン級4隻を発注した。1990年からアメリカ海軍が発注を開始したサイクロン級哨戒艇も、ラマダン級をもとにした派生型となっている。
またこの他、タイが1987年に発注したカムロンシン級 (Khamronsin-class corvette) も、比較的低速で対潜戦に比重をおいたコルベットではあるが、ドーファー級の経験を踏まえた派生型となっている。さらに、ギリシャ海軍が2000年に発注したリュッセン級 (Roussen-class fast attack craft) も、カタール艦の発展型として、スーパー・ヴィタ型と称されている。

## 諸元表
|            | ラマダン級 · ( エジプト海軍)           | ドーファー級 · ( オマーン海軍)             | ニャヨ級 · ( ケニア海軍)                   | バルザン級 · ( カタール海軍)           | カムロンシン級 · ( タイ海軍)            |
| ---------- | -------------------------------------- | ------------------------------------------ | ------------------------------------------ | -------------------------------------- | --------------------------------------- |
| 進水       | 1979年                                 | 1981年                                     | 1987年                                     | 1995年                                 | 1989年                                  |
| 満載排水量 | 350トン                                | 394トン                                    | 394トン                                    | 376トン                                | 475トン                                 |
| 全長       | 52.0 m                                 | 56.7 m                                     | 56.7 m                                     | 53.6 m                                 | 62.0 m                                  |
| 全幅       | 7.6 m                                  | 8.2 m                                      | 8.2 m                                      | 9.0 m                                  | 8.26 m                                  |
| 吃水       | 2.0 m                                  | 2.4 m                                      | 2.4 m                                      | 2.3 m                                  | 2.25 m                                  |
| 主機       | MTU 20V538 TB91 ディーゼルエンジン×4基 | パクスマン バレンタ ディーゼルエンジン×4基 | パクスマン バレンタ ディーゼルエンジン×4基 | MTU 20V538 TB93 ディーゼルエンジン×4基 | MTU 12V1163 TB92 ディーゼルエンジン×2基 |
| 推進       | スクリュープロペラ×4軸                 | スクリュープロペラ×4軸                     | スクリュープロペラ×4軸                     | スクリュープロペラ×4軸                 | 可変ピッチ・プロペラ×2軸                |
| 出力       | 18,000 bhp                             | 18,200 bhp                                 | 18,200 bhp                                 | 18,740 bhp                             | 7,500 bhp                               |
| 速力       | 37ノット                               | 40ノット                                   | 40ノット                                   | 35ノット                               | 25ノット                                |
| 航続距離   | 2,000海里 (15kt巡航時)                 | 2,000海里 (15kt巡航時)                     | 2,000海里 (15kt巡航時)                     | 1,800海里 (12kt巡航時)                 | 2,500海里 (15kt巡航時)                  |
| 兵装       | 62口径76mm単装速射砲×1基               | 62口径76mm単装速射砲×1基                   | 62口径76mm単装速射砲×1基                   | 62口径76mm単装速射砲×1基               | 62口径76mm単装速射砲×1基                |
| 兵装       | 70口径40mm連装機関砲×1基               | 70口径40mm連装機関砲×1基                   | 75口径30mm連装機関砲×1基                   | ゴールキーパー 30mmCIWS×1基            | 75口径30mm連装機関砲×1基                |
| 兵装       | オトマートSSM 連装発射筒×2基           | エグゾセMM40 SSM 3連装発射筒×2基           | オトマートSSM 連装発射筒×2基               | エグゾセMM40 SSM 4連装発射筒×2基       | 324mm3連装魚雷発射管×2基                |

## 同型艦一覧
| 運用国       | #      | 艦名                                | 造船所                      | 進水            | 就役            |
| ------------ | ------ | ----------------------------------- | --------------------------- | --------------- | --------------- |
| エジプト海軍 | 670    | ラマダーン Ramadan                  | ヴォスパー・ ソーニクロフト | 1979年 9月6日   | 1981年 7月20日  |
| エジプト海軍 | 672    | ハイバル Khybar                     | ヴォスパー・ ソーニクロフト | 1980年 1月31日  | 1981年 9月15日  |
| エジプト海軍 | 674    | エル・カーディシーヤ El Kadessaya   | ヴォスパー・ ソーニクロフト | 1980年 2月19日  | 1982年 4月6日   |
| エジプト海軍 | 676    | エル・ヤルムーク El Yarmouk         | ヴォスパー・ ソーニクロフト | 1980年 6月12日  | 1982年 5月18日  |
| エジプト海軍 | 678    | バドル Badr                         | ヴォスパー・ ソーニクロフト | 1981年 6月17日  | 1982年 6月17日  |
| エジプト海軍 | 680    | ヒッティーン Hettein                | ヴォスパー・ ソーニクロフト | 1980年 11月25日 | 1982年 10月28日 |
| オマーン海軍 | Z 10   | ドファール SNV Dhofar               | ヴォスパー・ ソーニクロフト | 1981年 10月14日 | 1982年 8月7日   |
| オマーン海軍 | Z 11   | アル・シャルキーヤ SNV Al Sharqiyah | ヴォスパー・ ソーニクロフト | 1982年 12月2日  | 1983年 12月5日  |
| オマーン海軍 | Z 12   | アル・バーティナ SNV Al Bat'nah     | ヴォスパー・ ソーニクロフト | 1982年 11月4日  | 1984年 1月18日  |
| オマーン海軍 | Z 14   | ムサンダム SNV Mussandam            | ヴォスパー・ ソーニクロフト | 1988年 3月19日  | 1989年 3月31日  |
| ケニア海軍   | P 3126 | ニャヨ KNS Nyayo                    | ヴォスパー・ ソーニクロフト | 1986年 8月20日  | 1987年 7月23日  |
| ケニア海軍   | P 3127 | ウモジャ KNS Umoja                  | ヴォスパー・ ソーニクロフト | 1987年 3月5日   | 1987年 9月16日  |
| カタール海軍 | Q04    | バルザン Barzan                     | ヴォスパー・ ソーニクロフト | 1995年 4月1日   | 1996年 5月9日   |
| カタール海軍 | Q05    | フワール Huwar                      | ヴォスパー・ ソーニクロフト | 1995年 7月15日  | 1996年 6月10日  |
| カタール海軍 | Q06    | アル・ウデイド Al Udeid             | ヴォスパー・ ソーニクロフト | 1996年 3月21日  | 1996年 12月16日 |
| カタール海軍 | Q07    | アル・デーベル Al Deebel            | ヴォスパー・ ソーニクロフト | 1996年 8月31日  | 1997年 7月3日   |
| タイ海軍     | 531    | カムロンシン HTMS Kamronsin         | イタルタイ                  | 1989年 8月15日  | 1992年 7月29日  |
| タイ海軍     | 532    | タイアンチョン HTMS Thayanchon      | イタルタイ                  | 1989年 12月7日  | 1992年 9月5日   |
| タイ海軍     | 533    | ロンロム HTMS Longlom               | バンコク海軍工廠            | 1989年 8月8日   | 1992年 10月2日  |